# Berlepschtinamu

Verbreitungskarte des Berlepschtinamu

Der Berlepschtinamu (Crypturellus berlepschi) ist eine kaum erforschte Vogelart aus der Familie der Steißhühner. Er kommt in den Regenwäldern im Nordwesten Kolumbiens und Nordwesten Ecuadors vor.

## Merkmale
Der Berlepschtinamu ist ein mittelgroßer Tinamu und erreicht Größen von 29,6–32 cm. Die Männchen erreichen ein Gewicht von 430–537 g und die Weibchen 512–615 g. Die Befiederung weist gelegentliche Variationen auf; im Allgemeinen jedoch ist die Färbung schwarzbraun bis tief dunkelbraun. Kopf und Kehle sind gewöhnlich dunkler als der Rest des Körpers mit einem rötlichen Schimmer an Scheitel und Nacken. Die Beine und Füße sind fleischfarben und der Schnabel ist auf der Oberseite dunkel und auf der Unterseite ebenfalls fleischfarben. Der Schnabel ist länger und kräftiger als beim Grautinamu. Die Iris ist rot.
Die juvenilen Exemplare sind gleich gefärbt wie die erwachsenen Tiere, sie weisen jedoch eine Sperberung am Bauch und an den Flügeln auf, sowie zimtfarbene Flügelränder.

## Verbreitung
Der Berlepschtinamu kommt von der äußersten Nordküste von Ecuador nördlich bis an die Küste von Kolumbien vor bis zum Parque Nacional Natural Utría (Bahia de Capica). Er lebt in den subtropischen und tropischen Tieflandregenwäldern und bevorzugt ausgewachsene Sekundärwälder. In Kolumbien kommt er bis in Höhen von 500 m vor, gelegentlich fanden sich Exemplare bis in 900 m Höhe.
In Ecuador ist die Art durch nur zwei Sichtungen nachgewiesen: einmal im Reservat Playa de oro reserva de los tigrillos, etwa 20 km nördlich von Cotacachi Cayapas Ecological Reserve, und im Milipe Bird Sanctuary, ca. 15 km westlich von Maquipucuna.

## Verhalten
Über das Verhalten ist wenig bekannt. Man geht davon aus, dass der Berlepschtinamu ein Standvogel ist. Wie bei anderen Vertretern der Gattung nimmt man an, dass sich die Vögel von fleischigen Früchten, Insekten und Pflanzen ernähren.
In Kolumbien beginnt die Brutzeit im Februar. Die Männchen bebrüten die Eier, die von bis zu vier verschiedenen Weibchen stammen können, und führen die Küken ungefähr 2–3 Wochen. Die Nester werden auf dem Boden in dichter Vegetation angelegt.

## Systematik
Der Berlepschtinamu ist eine Art aus der Familie der Tinamidae und gehört darin zur Gattung der Glatt-Taos. Bis zur Mitte des 20. Jahrhunderts galt die Art als Unterart des Grautinamus (C. cinereus), wurde aber aufgrund seiner Schnabelgröße, dem Verhältnis der Länge der Zehen zum Fuß und Unterschieden in der Befiederung als eigene Art eingestuft.
Der Artname berlepschi ehrt den deutschen Ornithologen und Sammler Hans von Berlepsch.

## Schutz
Die IUCN stuft die Art als „ungefährdet“ (Least Concern) ein. Das Verbreitungsgebiet erstreckt sich über ein Areal von 60.000 km².